# Sonntagberg
Sonntagberg osztrák mezőváros Alsó-Ausztria Amstetteni járásában. 2023 januárjában 3713 lakosa volt. A település kegytemplomáról ismert, amely Alsó-Ausztria egyik legfontosabb katolikus zarándokhelye. 

## Elhelyezkedése

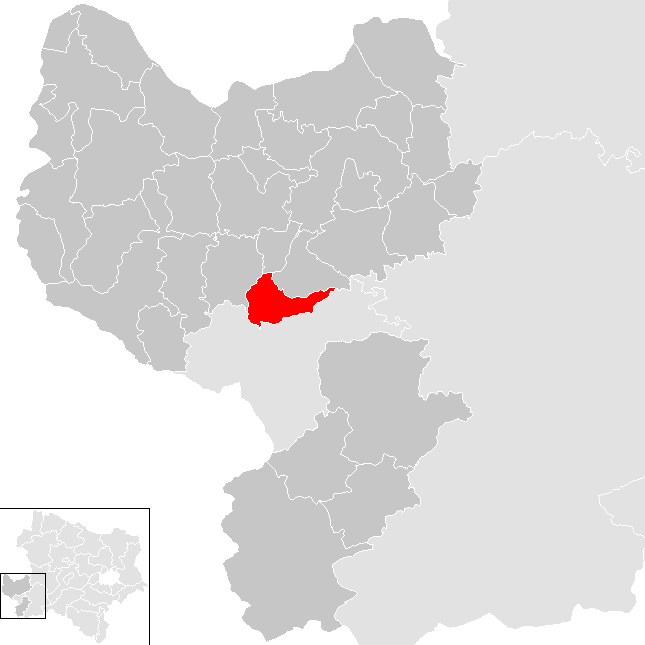
Sonntagberg az Amstetteni járásban

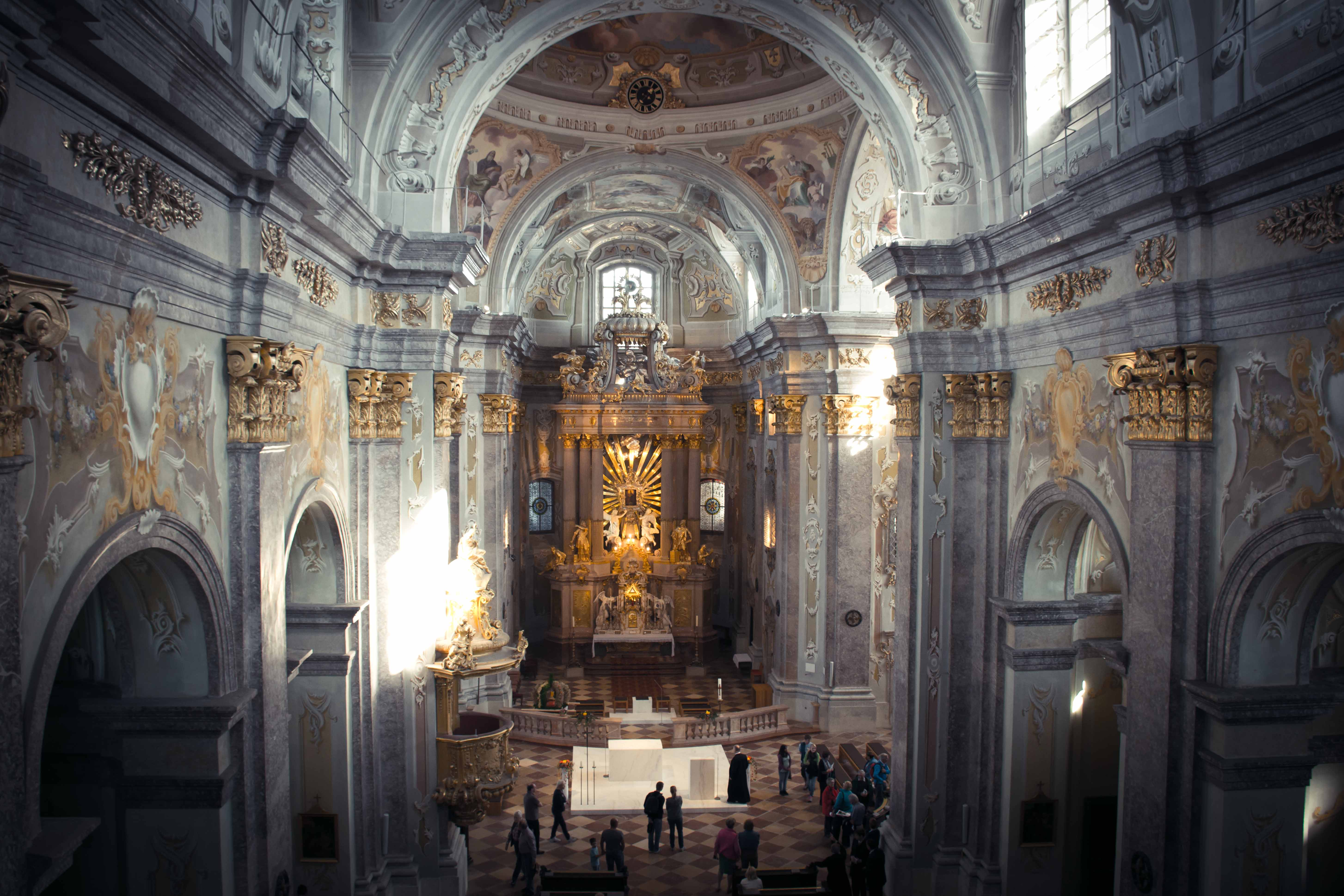
A bazilika belső tere

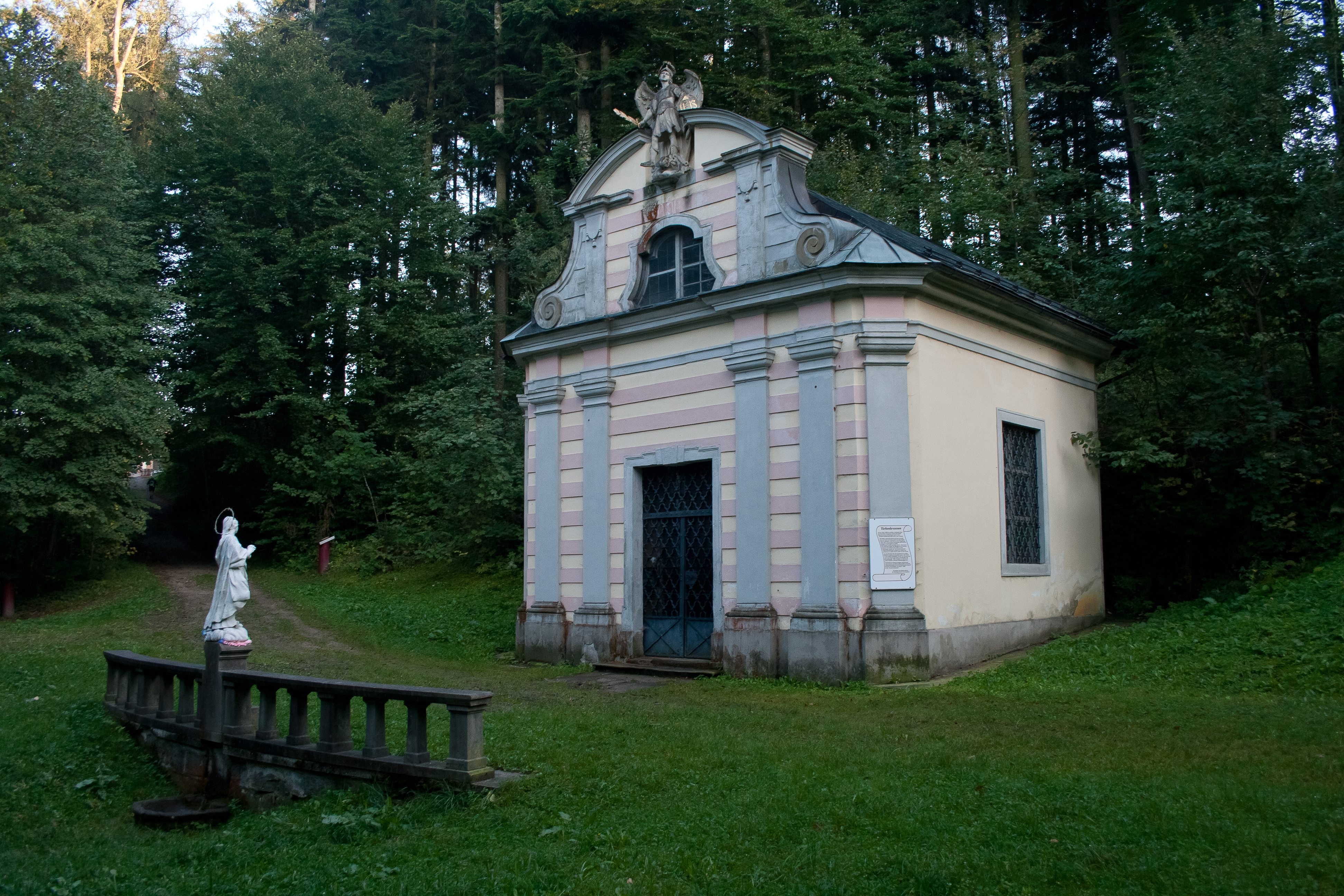
A Török-forrás

Sonntagberg a tartomány Mostviertel régiójában fekszik az Ybbs (a Duna mellékfolyója) mentén. Területének 28,9%-a erdő, 56,1% áll mezőgazdasági művelés alatt. Az önkormányzat 8 települést egyesít: Baichberg (67 lakos 2023-ban), Böhlerwerk (1012), Bruckbach (310), Gleiß (159), Hilm (282), Rosenau am Sonntagberg (1189), Rotte Wühr (206) és 
Sonntagberg (488).
A környező önkormányzatok: északnyugatra Biberbach, északra Kematen an der Ybbs, északkeletre Allhartsberg, délre Waidhofen an der Ybbs.

## Története
A kegytemplom eredete a 15. századig nyúlik vissza: 1440-ben I. Benedikt seitenstetteni apát építtetett egy kis kápolnát a hegytetőn (ahol állítólag egy nyáját vesztett, fáradt pásztor a Szentháromsághoz fohászkodva egy kövön kenyeret talált), amelyet 50 évvel később a zarándokok nagy száma miatt gótikus templommá bővítettek. A század végén már Sonntagbergként (mons dominicus, "vasárnaphegy") volt ismert. A 16. században a protestánsok azon gúnyolódtak, hogy a zarándokok egy követ imádnak, ezért 1614-ben Kaspar Plautz apát felállíttatta a Szentháromság szobrát (ezt 1677-ben átvitték az új főoltárra). Bécs 1683-as ostroma után a zarándokhely (ahová a törökök nem jutottak el) látogatottsága jelentősen megnőtt, ezért II. Benedikt Abelzhauser apát 1706-ban utasítást adott egy új, nagyobb templom építésére. Ez 1731-ben készült el, bár már három évvel korábban felszentelték. A 18. században már évente 100 ezer zarándok fordult meg a kegytemplomban, köztük a császári család tagjai is. A templom 1964-ben kapta meg a "basilica minor" státuszt.
Sonntagberg mai önkormányzata 1942-ben alakult meg, az addig különálló Böhlerwerk csatlakozásával. A második világháború végén, 1944-ben magyar zsidó kényszermunkásokat dolgoztattak Gleiß, Hilm és Böhlerwerk üzemeiben. 

## Lakosság
A sonntagbergi önkormányzat területén 2023 januárjában 3713 fő élt. A lakosságszám 1971-ben érte el csúcspontját 4696 fővel, azóta csökkenő tendenciát mutat. 2020-ban az ittlakók 93,3%-a volt osztrák állampolgár; a külföldiek közül 1,1% a régi (2004 előtti), 1,3% az új EU-tagállamokból érkezett. 1,4% az egykori Jugoszlávia (Szlovénia és Horvátország nélkül) vagy Törökország, 0,9% pedig egyéb ország polgára volt. 2001-ben a lakosok 86,2%-a római katolikusnak, 3,1% evangélikusnak, 0,3% ortodoxnak, 1,9% mohamedánnak, 7,6% pedig felekezeten kívülinek vallotta magát. Ugyanekkor egy magyar élt a mezővárosban; a legnagyobb nemzetiségi csoportot a németeken kívül (96%) a törökök alkották 1,4%-kal.
A népesség változása:

| 2018 | 3 829 |

## Látnivalók
- a Szentháromság-bazilika
- a bazilika kincstára
- a gleißi Jézus szíve-kolostortemplom
- hadtörténeti magánmúzeum
- Gleiß várának romjai

## Testvérvárosok
- Sárvár (Magyarország)

## Fordítás
- Ez a szócikk részben vagy egészben  a   Sonntagberg című német Wikipédia-szócikk ezen változatának fordításán alapul.  Az eredeti cikk szerkesztőit annak laptörténete sorolja fel. Ez a jelzés csupán a megfogalmazás eredetét és a szerzői jogokat jelzi, nem szolgál a cikkben szereplő információk forrásmegjelöléseként.